# Mount Analogue
Ne doit pas être confondu avec Le Mont Analogue.
Mount Analogue est un album de John Zorn joué par le groupe de Cyro Baptista, Banquet of the Spirits augmenté du vibraphoniste Kenny Wollesen. Zorn a composé cette pièce selon la technique de composition par fiches (file cards), il l'a arrangé et dirige le groupe en studio. 
L'album reprend le titre du roman de René Daumal, Le Mont Analogue. Zorn explique que ce livre lui a permis de faire le lien entre ses deux sources d'inspiration : Le surréalisme (il cite particulièrement Salvador Dali qu'il a rencontré) et les écrits de Georges Gurdjieff, musicien et maître à penser, figure de l'ésotérisme. Elle propose un mélange d'influences world, jazz, classique contemporain caractéristiques des œuvres ésotériques de John Zorn ces dernières années.

## Titres
| No | Titre          | Durée |
| -- | -------------- | ----- |
| 1. | Mount Analogue | 38:23 |

## Personnel
- Cyro Baptista - percussions, cloches, voix
- Shanir Ezra Blumenkranz - basse, oud, gimbri, voix
- Tim Keiper - batterie, percussions, glockenspiel, voix
- Brian Marsella - piano, orgue, voix
- Kenny Wollesen - vibraphones, carillon tubulaire, voix